# Liste des conseillers généraux de la Somme de 1994 à 1998

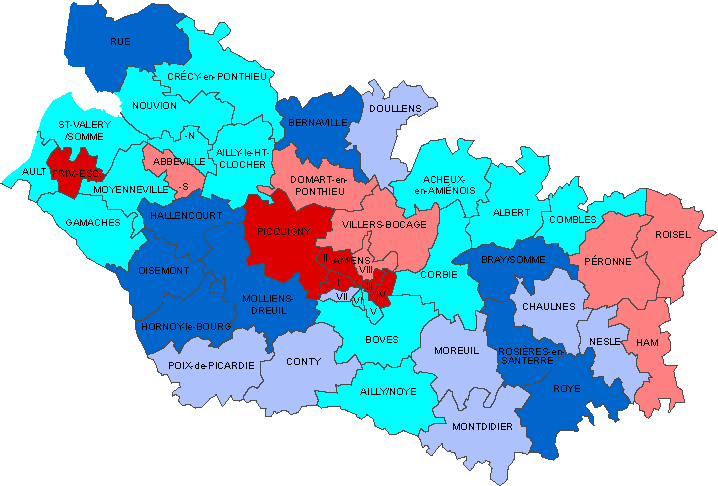
Cantons de la Somme après les élections de 1994

Cet article dresse la liste des 46 membres du Conseil général de la Somme élus lors de l'élection cantonale de 1994, ainsi que les changements intervenus en cours de mandature.

## Composition du conseil général de laSomme(46 sièges)

### Assemblée départementale en début de mandature
| Parti                              | Parti                            | Sigle | Sigle    | Élus | Élus | Groupe                  |
| ---------------------------------- | -------------------------------- | ----- | -------- | ---- | ---- | ----------------------- |
| Majorité (33 sièges)               |                                  |       |          |      |      |                         |
| Union pour la démocratie française | Parti social-démocrate           |       | UDF-PSD  | 5    | 12   | Majorité départementale |
| Union pour la démocratie française | Centre des démocrates sociaux    |       | UDF-CDS  | 4    | 12   | Majorité départementale |
| Union pour la démocratie française | Parti républicain                |       | UDF-PR   | 2    | 12   | Majorité départementale |
| Union pour la démocratie française | Parti radical                    |       | UDF-Rad. | 1    | 12   | Majorité départementale |
| Divers droite                      | Divers droite                    |       | DVD      | 11   | 11   | Majorité départementale |
| Rassemblement pour la République   | Rassemblement pour la République |       | RPR      | 10   | 10   | Majorité départementale |
| Apparenté social-démocrate         | Apparenté social-démocrate       |       | App. PSD | 1    | 1    | Majorité départementale |
| Opposition (13 sièges)             |                                  |       |          |      |      |                         |
| Parti socialiste                   | Parti socialiste                 |       | PS       | 7    | 7    | Socialiste              |
| Parti communiste français          | Parti communiste français        |       | PCF      | 5    | 5    | Communiste              |
| Communistes rénovateurs            | Communistes rénovateurs          |       | Rénov.   | 1    | 1    | Communiste              |
| Président du Conseil Général       |                                  |       |          |      |      |                         |
| Fernand Demilly (UDF-PSD)          |                                  |       |          |      |      |                         |

### Assemblée départementale en fin de mandature
| Parti                              | Parti                            | Sigle | Sigle    | Élus | Élus | Groupe                  |
| ---------------------------------- | -------------------------------- | ----- | -------- | ---- | ---- | ----------------------- |
| Majorité (33 sièges)               |                                  |       |          |      |      |                         |
| Union pour la démocratie française | Force démocrate                  |       | UDF-FD   | 11   | 14   | Majorité départementale |
| Union pour la démocratie française | Démocratie libérale              |       | UDF-DL   | 2    | 14   | Majorité départementale |
| Union pour la démocratie française | Parti radical                    |       | UDF-Rad. | 1    | 14   | Majorité départementale |
| Rassemblement pour la République   | Rassemblement pour la République |       | RPR      | 9    | 9    | Majorité départementale |
| Divers droite                      | Divers droite                    |       | DVD      | 9    | 9    | Majorité départementale |
| Apparenté démocrate                | Apparenté démocrate              |       | App. FD  | 1    | 1    | Majorité départementale |
| Opposition (13 sièges)             |                                  |       |          |      |      |                         |
| Parti socialiste                   | Parti socialiste                 |       | PS       | 7    | 7    | Socialiste              |
| Parti communiste français          | Parti communiste français        |       | PCF      | 6    | 6    | Communiste              |
| Président du Conseil Général       |                                  |       |          |      |      |                         |
| Fernand Demilly (UDF-FD)           |                                  |       |          |      |      |                         |

## Liste des conseillers généraux de la Somme
| Canton                 | Conseillers         | Partis | Partis                           | Groupes                 |
| ---------------------- | ------------------- | ------ | -------------------------------- | ----------------------- |
| Abbeville-Nord         | André Leduc         |        | UDF-FD (PSD jusqu'en 1995)       | Majorité départementale |
| Abbeville-Sud          | Guy Dovergne        |        | PS                               | Socialiste              |
| Acheux-en-Amiénois     | Jackie Pillon       |        | UDF-FD (PSD jusqu'en 1995)       | Majorité départementale |
| Ailly-le-Haut-Clocher  | Alain Louis-Jacques |        | UDF-FD (PSD jusqu'en 1995)       | Majorité départementale |
| Ailly-sur-Noye         | Olivier Classen     |        | UDF-FD (PSD jusqu'en 1995)       | Majorité départementale |
| Albert                 | Fernand Demilly     |        | UDF-FD (PSD jusqu'en 1995)       | Majorité départementale |
| Amiens-Ouest           | Claude Chaidron     |        | PCF                              | Communiste              |
| Amiens-Nord-Ouest      | Gérald Maisse       |        | PCF                              | Communiste              |
| Amiens-Nord-Est        | René Carouge        |        | PCF (Rénov. jusqu'en 1997)       | Communiste              |
| Amiens-Est             | Liliane Brunet      |        | PCF                              | Communiste              |
| Amiens-Sud-Est         | Jean-Claude Broutin |        | UDF-FD (CDS jusqu'en 1995)       | Majorité départementale |
| Amiens-Sud             | Hubert Henno        |        | UDF-DL (PR jusqu'en 1997)        | Majorité départementale |
| Amiens-Sud-Ouest       | Gérard Moularde     |        | DVD                              | Majorité départementale |
| Amiens-Nord            | Francis Lecul       |        | PS                               | Socialiste              |
| Ault                   | Antoine de Wazières |        | UDF-Rad.                         | Majorité départementale |
| Bernaville             | Joël Hart           |        | RPR                              | Majorité départementale |
| Bernaville             | Thérèse Hart        |        | RPR                              | Majorité départementale |
| Boves                  | Olivier Jardé       |        | UDF-FD (CDS jusqu'en 1995)       | Majorité départementale |
| Bray-sur-Somme         | Marcel Guyot        |        | RPR                              | Majorité départementale |
| Chaulnes               | Philippe Cheval     |        | DVD                              | Majorité départementale |
| Comble                 | Albert Flinois      |        | UDF-FD (CDS jusqu'en 1995)       | Majorité départementale |
| Conty                  | Jacques Dacheux     |        | DVD                              | Majorité départementale |
| Corbie                 | Alain Gest          |        | UDF-DL (PR jusqu'en 1997)        | Majorité départementale |
| Crécy-en-Ponthieu      | Régis Lécuyer       |        | DVD                              | Majorité départementale |
| Domart-en-Ponthieu     | Gilbert Temmermann  |        | PS                               | Socialiste              |
| Doullens               | Christian Vlaeminck |        | DVD                              | Majorité départementale |
| Friville-Escarbotin    | Guy Roussel         |        | PCF                              | Communiste              |
| Gamaches               | Michel Bonduelle    |        | UDF-FD (DVD jusqu'en 1995)       | Majorité départementale |
| Hallencourt            | Pierre Martin       |        | RPR                              | Majorité départementale |
| Ham                    | Jean Boitel         |        | PS                               | Socialiste              |
| Hornoy-le-Bourg        | Daniel Capon        |        | RPR                              | Majorité départementale |
| Molliens-Dreuil        | Jean Dhalluin       |        | RPR                              | Majorité départementale |
| Montdidier             | Gérard Flamand      |        | DVD (RPR jusqu'en 1995)          | Majorité départementale |
| Moreuil                | Pierre Boulanger    |        | DVD                              | Majorité départementale |
| Moyenneville           | Roger Castel        |        | UDF-FD (CDS jusqu'en 1995)       | Majorité départementale |
| Nesle                  | Jacques Gronnier    |        | DVD                              | Majorité départementale |
| Nouvion                | Philippe Beauvisage |        | UDF-FD (DVD jusqu'en 1995)       | Majorité départementale |
| Oisemont               | Jérôme Bignon       |        | RPR                              | Majorité départementale |
| Péronne                | Pierre Linéatte     |        | PS                               | Socialiste              |
| Picquigny              | René Lognon         |        | PCF                              | Communiste              |
| Poix-de-Picardie       | Pierre Daniel       |        | DVD                              | Majorité départementale |
| Roisel                 | Michel Boulogne     |        | PS                               | Socialiste              |
| Rosières-en-Santerre   | Jacques Trobas      |        | RPR                              | Majorité départementale |
| Roye                   | Georges Loisier     |        | RPR                              | Majorité départementale |
| Rue                    | Pierre Bamière      |        | RPR                              | Majorité départementale |
| Saint-Valery-sur-Somme | Pierre Dingremont   |        | App. FD (App. PSD jusqu'en 1995) | Majorité départementale |
| Villers-Bocage         | Christian Manable   |        | PS                               | Socialiste              |

Noms en gras : élus lors des élections cantonales de 1994